# Mariano Gambier
Mariano Francisco Gambier (San Juan, 2 de noviembre de 1931 - ibídem, 4 de  septiembre de 2006) fue un arqueólogo argentino, que, junto con su equipo de colaboradores, hizo aportes relevantes a la arqueología de la provincia de San Juan.

## Biografía
Según Catalina Teresa Michieli, nació el 2 de noviembre de 1931. Fue profesor universitario y participó sucesivamente en la creación y organización de la Universidad Provincial "Domingo F. Sarmiento" (1965) y de la Universidad Nacional de San Juan (1973).
Desde 1966 se dedicó a la investigación y difusión de la arqueología de San Juan. En 1969 realizó campañas de investigación en Los Morrillos de Ansilta, junto a Pablo Sacchero, con el descubrimiento de momias y ajuares que continuó durante una década. A partir de 1969 fue director del Museo Arqueológico (luego Instituto de Investigaciones Arqueológicas y Museo). Planificó y ejecutó la investigación de la prehistoria de San Juan, desde las primeras ocupaciones humanas de la región hasta la conquista española, dándole difusión a través del Museo Arqueológico del Instituto.
Desde su jubilación en 2002 el Instituto lleva su nombre: Instituto de Investigaciones Arqueológicas y Museo "Prof. Mariano Gambier" (Facultad de Filosofía, Humanidades y Artes - Universidad Nacional de San Juan). Falleció el 4 de septiembre de 2006. En su honor, se nombró como tal al Instituto y Museo Mariano Gambier de San Juan, Facultad de Filosofía, Humanidades y Artes de la Universidad Nacional de San Juan.

## Algunas publicaciones
- Bases para la planificación del desarrollo del turismo en la provincia de San Juan. San Juan, 1967.
- Aguas perdidas y tierras útiles en la provincia de San Juan. San Juan, Centro de Investigaciones Arqueológicas y Museo, 1972.
- La cultura de Ansilta. San Juan, Instituto de Investigaciones Arqueológicas y Museo, UNSJ, 1977. 276 pág.[9]
- La cultura de Los Morrillos. San Juan, Instituto de Investigaciones Arqueológicas y Museo, UNSJ, 1985. 232 pág.[7]
- Prehistoria y arqueología en la provincia de San Juan. 2. ed. San Juan, Instituto de Investigaciones Arqueológicas y Museo, UNSJ, 1985.
- Cerro Valdivia. Los más antiguos cazadores y su paleomedio en el valle del río San Juan. San Juan, Instituto de Investigaciones Arqueológicas y Museo, UNSJ, 1991. 85 pág.[10]
- La fase cultural Punta del Barro. San Juan, Instituto de Investigaciones Arqueológicas y Museo, UNSJ, 1988. 198 pág.[9]
- Prehistoria de San Juan. San Juan: Editorial Fundación Universidad Nacional de San Juan, 1993. 112 pág.[11][9]}}
- Arqueología de la Sierra de San Luis. San Juan, Instituto de Investigaciones Arqueológicas y Museo, UNSJ, 1998. 97 pág.